# Житомирский трамвай
Житомирский трамвай (укр. Житомирський трамвай) — узкоколейная система электрического трамвая, которая действует в городе Житомир Житомирской области Украины. Когда-то трамваи были основным транспортом губернского Житомира, но впоследствии, в советский период, от развитой системы остался лишь один маршрут.

## История

### Грузовой трамвай
В 1895 году городская власть Житомира заключила консессионный договор с предпринимателем Лихачёвым о строительстве конного грузового трамвая от железнодорожного вокзала к Богунской лесопилке. В феврале 1896 года договор перешёл к предпринимателю Лазарю Полякову, который, доказав бесперспективность конной тяги, добился её замены в договоре на электрическую.
В мае 1897 года был открыт житомирский грузовой трамвай. Линия проходила по территории нынешней тюрьмы, улицами Сенной, Северной, и Большой Вильской, дальше — Старопочтовым путём, через речку Каменку к Богунской лесопилке. Ширина колеи составляла 1000 мм. С Богунской лесопилки к вокзалу перевозили лес, а в обратном направлении, к мельнице, — зерно. В середине 30-х на участке от Православного кладбища до Чулочной фабрики было внедрено пассажирское движение. Путь от Чулочной фабрики до лесопилки был разобран в 1930 году.

### Зарождение пассажирского трамвая
Житомирский пассажирский трамвай был открыт 22 августа 1899 года Компанией городских и пригородных трамвайных путей России. Действовали четыре линии: Киевская (маршрут № 1), Чудновская (маршрут № 2), Бердичевская (маршрут № 3) и Вильская (маршрут № 4). Все они были одноколейными.
Таким образом, Житомир стал пятым на территории современной Украины городом, в котором была создана система электрического трамвая (после Киева, Екатеринослава, Елисаветграда и Севастополя).
Маршруты действовавшие в 1899 году: Вокзал — Купальни, Еврейская больница — Православное кладбище.
В 1901 году Бердичевская линия продлена от Еврейской больницы к приюту Дурылиных. В 1906 году открыта Московская линия (маршрут № 5). Она соединила Сенный рынок, Киевскую линию, Житний рынок и Бульвар. В 1906 году Киевская линия была несколько сокращена от старого вокзала (у пересечения нынешних улиц Вокзальной, Бориса Тена и Витрука) к новому зданию вокзала.
Маршруты на 1906 год: Семинарийская площадь — Вокзал, Родильный приют — Православное кладбище, Семинарийская площадь — Купальни,
Сенная площадь — Бульвар.
Накануне Первой мировой войны планировалось открыть ещё пять трамвайных маршрутов.
После Октябрьской революции трамвайное движение прекращалось с 8 по 29 апреля 1919 года и с 7 июля по 20 апреля 1920 года. После чего движение временно восстанавливалось на Киевской, Вильской, Бердичевской. Окончательно движение на всех линиях восстановили в 1920 году.
6 мая 1937 года был построен второй участок Вильской линии от Православного кладбища (Маслозавод) до Кирпичного завода. В 1937 году Вильская линия продлена к Чулочной фабрике.
Маршруты на 1937 год: Пл. Розы Люксембург — Вокзал, Советская больница — Маслозавод, Маслозавод — Богуния, Пл. Розы Люксембург — Набережная (2-я) р. Тетерев, Сенная пл. — Бульвар.

### Во время Великой Отечественной войны и послевоенное время
В результате военных действий в 1941 году прекращено движение по Киевской, Чудновской (после освобождения города было принято решение не восстанавливать эту линию) и Московской линиям.
Оккупанты использовали трамвай для перевозки угля с вокзала к электростанции. Так, в 1941 году к Киевской линии было достроено ответвление Товарно-Грузовым переулком и улицей Ипподромной непосредственно к железнодорожным путям, к Бердичевской линии было достроено ответвление к электростанции по ул. Жуйко. Таком образом, с 1941 года Товарно-грузовым переулком, улицами Киевской, Большой Бердичевской и Жуйко курсировал грузовой трамвай. Использовались переоборудованные пассажирские вагоны. Такой маршрут проектировали ещё в 1934 году (даже были куплены рельсы), поэтому после войны его эксплуатация продлилась. Грузовые перевозки трамваем прекратили лишь в 1951 году, когда к электростанции проложили железнодорожную ветку, которой сейчас не существует (демонтирована в середине 2000-х годов).
В 1942 году было прекращено пассажирское движение по Бердичевской и Вильской линиям.
В 1944 году было возобновлено движение по Киевской и Бердичевской линиям, в 1945 году по Вильской линии от пл. Ленина до Маслозавода. В 1948 году пассажирское движение по Бердичевской линии стало осуществляться до Музыкальной фабрики, в этом же году было восстановлено движение по Вильской линии от Маслозавода до Чулочной фабрики, но маршрут функционировал как два отдельных участка: от центра к кладбищу (конечная располагалась перед перекрёстком с ул. Новосеверной) и от кладбища к чулочной фабрике. Первый участок входил в трамвайную систему, а вторая была оторванной — там использовались старые вагоны первых выпусков. Расстояние между двумя участками пассажиры преодолевали пешком. Заново Вильскую линию соединили в 1950 году, в этом же году восстановили движение по Московской линии. В 1955 году Бердичевская линия была продлена до Смолянки.

### Сокращение сети
В 1955 году началась подготовка к внедрению в Житомире троллейбусного движения. Во избежание дублирования троллейбусных маршрутов трамвайными, в начале ноября 1956 года — конечные остановки перенесены с площади Ленина на соседнюю площадь Победы. С 19 сентября по 2 ноября, на период строительства нового кольца на пл. Победы, для маршрутов № 2 и 3 были построены временные отдельные конечные перед перекрёстком с ул. Театральной (перед этим для маршрута № 2 был построен по ул. Котовского от ул. Победы до ул. Театральной). В 1956-1957 годах рельсы с улицы Ленина перенесены на параллельную улицу Котовского (Киевская линия, м-т № 1).
Маршруты на 1957 год: № 1 «Ж/д вокзал — Автобусная станция», № 2 «Автобусная станция — Чулочная фабрика», № 3 «Автобусная станция — Смолянка (Мясокомбинат)», № 4 «Сенная площадь — Бульвар».
В 1958 году рельсы с ул. Карла Маркса (от ул. Театральной до ул. Льва Толстого) перенесены на параллельные улицы 1-го Мая и Льва Толстого (Бердичевская линия, м-т № 3). В этом же году пути от ул. 1-го Мая до Бульвара были демонтированы, по мере строительства линии по 1-го Мая, маршрут № 4 был перенаправлен до Хлебзавода, в 1959 году сокращен до Прокуратуры, а в 1962 году до разъезда Житний рынок.
Для предотвращения дублирования маршрутов в связи с прокладкой троллейбусных маршрутов по трамвайным, последние прекращают свою работу: Киевская (июль1965 г.) и Вильская (июль 1963 г.) линии были ликвидированы. В 1974 году закрыта Бердичевская линия, а годом позже и Московская линия.
В 1961 году построена линия улицами имени XXII-го Съезда КПСС и Михайловградской, с конечной остановкой неподалёку от Ботанического сада, по новой линии был запущен маршрут № 5 «пл. Победы — ул. Левковская». Линия сначала была одноколейной, в 1963 году была перешитая на двухколейную, в этом же году линия была достроена к льнокомбинату.

### 1980-е — наши дни
В 1977 году трамвайное депо перенесено с ул. Комсомольской в новое трамвайно-троллейбусное депо № 2.
В 2021 году был демонтирован поворот из депо в сторону Льнокомбината. В марте 2022 года на протяжении двух недель трамвай курсировал по сокращенному маршруту «Пл. Победы — ТТД № 2».
Из-за произошедших ударов по энергетической инфраструктуре, 19 октября 2022 г. трамваи на маршруты не выехали. Частично курсирование трамвая было восстановлено 26 октября. В результате повторных ударов и возникшего дефицита в энергосистеме, движение трамваев было остановлено 16 ноября.
7 февраля 2023 года взамен неработающего трамвая был пущен временный автобусный маршрут «Площадь Победы — Мясокомбинат» с маршрутом движения: Площадь Победы — ул. Михаила Грушевского — ул. Небесной Сотни — ул. Бориса Тена — ул. Ивана Слёты — ул. Шевченко — ул. Витрука — ул. Королёва — ул. Сергея Параджанова — Мясокомбинат — ул. Сергея Параджанова — ул. Королёва — ул. Витрука — ул. Шевченко — ул. Ивана Слёты — ул. Бориса Тена — ул. Хлебная — ул. Михаила Грушевского — площадь Победы.
1 марта 2023 трамвайное движение было восстановлено , но 9 марта в результате повторных ударов по энергетической инфраструктуре движение электротранспорта было остановлено.
3 апреля движение трамваев было восстановлено.

## Маршруты
Сегодня в Житомире действует только один трамвайный маршрут: «Площадь Победы — ул. Михаила Грушевского — ул. Небесной сотни — ул. Бориса Тена — ул. Восточная — ул. Королёва — ул. Сергея Параджанова — Льнокомбинат». На данный момент существует без номера, но когда-то это был маршрут № 5.
Во времена развития Житомирского трамвая в городе действовали также такие маршруты:
| №          | Название линии | Маршрут | Примечание |
| ---------- | -------------- | --- | --- |
| 1          | Киевская       | «Ж/д вокзал — улица Котовского (до 1956-1957 годов по ул. Ленина) — пл. Победы». | Был одноколейным, с 2 разъездами. На Привокзальной площади до ноября 1951 года существовал разворотный тупик, с 1951 по 1965 кольцол . Сегодня не действует(ликвидирован в 1965 г.).                               |
| 2          | Вильская       | «Площадь Победы (Центр) — Карла Либкнехта улица — Чулочная фабрика» | Маршрут был одноколейным, имел 4 разъезда. Сегодня не действует(ликвидирован в 1963 г.). |
| 3          | Бердичевская   | «Площадь Ленина — ул. Карла Маркса — Смолянка (Мясокомбинат)» (до 1958 года) «Площадь Победы (Центр) — ул. 1-го Мая — ул. Льва Толстого — ул. Карла Маркса — Смолянка (Мясокомбинат)» | Маршрут был одноколейным, имел 2 разъезда. Сегодня не действует(ликвидирован в 1974 г.). |
| 4          | Московская     | «Сенная площадь — ул. Московская — Житний рынок» | Маршрут был одноколейным (с октября 1962 от ул. Котовского до ул. Кочерги двухпутным). Имел 2 разъезда. Сегодня не действует (ликвидирован в 1975 г.).                                                             |
| 5          |                | Площадь Победы — улица Михаила Грушевского — улица Небесной сотни — улица Бориса Тена — улица Восточная — улица Королёва — Улица С. Параджанова (Льнокомбинат).                       | Единственный маршрут, который действует сегодня. Двухпутная линия. Сейчас без номера. |
| Без номера | Чудновская     | «Площадь Розы Люксембург — Набережная (2-я) р. Тетерев» | Был одноколейным, самым коротким маршрутом Житомира, следовательно не имел разъездов. Из-за того, что часто зимой трамвай не мог выехать наверх, иногда движение прекращалось. Сегодня не действует(ликвидирован). |

В таблице для Чудновской линии и маршрутов 1-4 указаны топонимические названия на момент их закрытия.

## Стоимость и оплата проезда
Билет нужно покупать непосредственно в трамвае у водителя, компостировать билет не нужно. Имеется возможность приобрести транспортные карты в точках продажи.
В советское время билет в трамвае до середины 80-х стоил 3 коп., после чего его стоимость увеличилась до 5 коп. С начала 90-х всё больше и больше сказывались инфляционные процессы, вынуждающие электротранспортников повышать цены на проездные билеты. Так в 1991 году цена билета стала составлять 15 коп., затем в течение следующего года его стоимость трижды возрастала: 30 коп., 50 коп., и уже 5 карбованцев. В 1993-м году стоимость билета также возрастала трижды: 10, 20 и 100 карбованцев. В 1994-м билет стоил уже 1000 карбованцев, в 1995-м — 10 тысяч, и в 1996-м — 20 тысяч карбованцев. С вводом гривны стоимость проезда уже на 2 года стабилизировалась и стала 20 копеек. До августа 1997 г. билеты нужно было покупать в киосках, расположенных на многих остановках, и компостировать их в трамвае. В сентябре 1997 г. во всех трамваях появились кондукторы. В 1998 году цена билета была повышена до 30 коп. Стоимость билетов с 2001 г. составляла:
- с 1 февраля 2001 г.[6] по 30 сентября 2006 г. — 40 коп.;
- с 1 октября 2006 г.[7] по 19 февраля 2008 г. — 60 коп.;
- с 20 февраля 2008 г.[8] по 10 июля 2009 г. — 75 коп.;
- с 11 июля 2009 г.[9] по 16 марта 2011 г. — 1 грн.;
- с 17 марта 2011 г. — 1 грн. 50 коп.[10]
- с 1 января 2015 г. — 2 грн.
- С 1.09.2017 г. — 3 грн.

С августа 2007 г. по октябрь 2008 г. в трамваях можно было приобретать билеты на 1 день. Их стоимость изначально составляла 1 грн. 50 коп., и с 20 февраля 2008 г. увеличилась до 2 грн. 50 коп. В октябре 2008 г. от однодневных билетов отказались из-за небольшого количества желающих их приобретать.
С 5 сентября 2016 года началось практическое введение системы электронного билета. С 27 февраля 2017 г. обычные месячные проездные билеты заменены на е-билеты (пластиковые карты), а 3 июля Житомирский городской совет анонсировало нововведения о пополнении пластиковых проездных и предложении пакетов с лимитированным количеством поездок.
5 сентября 2017 года официально запущена система безналичной оплаты проезда в коммунальном электротранспорте. Таким образом в троллейбусах и трамваях имеется возможность оплатить проезд не только с помощью пластиковых карт, приобретенных в точках реализации проездных от ЖТТУ, но и с помощью бесконтактных технологий платёжными картами VISA, а также QR кода с помощью приложения Приват-24 от Приватбанка.
6 сентября Житомирский исполком принял решение о повышении проезда до 3-х гривен с 1 октября. С 27 сентября 2017 года введены новые проездные е-билеты с различным количеством поездок.
Стоимость проезда с 23-00 составляет 6 грн. для всех категорий населения.
С 10 января 2020 года стоимость проезда была повышена до 5 грн., при оплате картой 4 грн.
1 августа 2020 стоимость проезда была повышена до 6 грн., при оплате банковскими картами — 5 грн. Стоимость проезда при оплате E-билетом или картой житомирянина осталась без изменений — 4 грн.
С 29 января 2022 г. стоимость проезда была повышена: при оплате наличными или банковскими картами до 8 грн., транспортной картой или картой житомирянина — 6 грн., ученикам по транспортной карте до 3 грн., пенсионерами и инвалидам III группы до 4 грн.
13 августа 2022 г. произошло очередное изменение стоимости проезда: при оплате наличными или банковскими картами — 10 грн., транспортная карта или карта житомирянина — 6 грн, для учеников по транспортной карте 4 грн.
С весны 2023 года трамваи работают без кондукторов.
С 1 апреля 2024 года снова была поднята стоимость проезда: при оплате наличными до 15 грн., банковской картой до 10 грн., ученикам по транспортной карте до 5 грн. С 1 июня планируют полностью убрать оплату наличными.

## Подвижной состав
- Tatra KT4-SU — 17 вагонов, № 21, 24—26, 29—31, 33-35, 37-380, 153, 164, 169, 205, 211.
- Tatra T4-SU — 2 вагона.

## Перспективы
В разные годы выдвигались проекты расширения трамвайной системы: и возобновление движения к вокзалу, и строительство линий по ул. Ватутина, Щорса, Мануильского, на Малёванку и другие, но пока они остались проектами.